# Келертон (Ајова)
Келертон (енгл. Kellerton) град је у америчкој савезној држави Ајова. По попису становништва из 2010. у њему је живело 315 становника.

## Демографија
Према попису становништва из 2010. у граду је живело 315 становника, што је -57 (-15.3%) становника више него 2000. године.
| Група             | 2000.       | 2010.       |
| Белци             | 368 (98,9%) | 302 (95,9%) |
| Афроамериканци    | 0 (0,0%)    | 0 (0,0%)    |
| Азијати           | 0 (0,0%)    | 0 (0,0%)    |
| Хиспаноамериканци | 0 (0,0%)    | 7 (2,2%)    |
| Укупно            | 372         | 315         |